# Депутатский
Депута́тский (якут. Депутатскай) — посёлок городского типа в Республики Саха (Якутия) России, административный центр Усть-Янского улуса.

## География
Расположен в правобережье реки Иргичан среди отрогов Селенняхского хребта, на расстоянии 940 км к северо-востоку от Якутска. 

## История
Населённый пункт возник в связи с открытием и разработкой Депутатского и других месторождений олова. Статус посёлка городского типа — с 1958 года.

## Население
| 1959  | 1970  | 1979  | 1989    | 2002  | 2009  | 2010  |
| ----- | ----- | ----- | ------- | ----- | ----- | ----- |
| 1822  | ↗5262 | ↗5331 | ↗13 305 | ↘3602 | ↘3103 | ↘2983 |
| 2011  | 2012  | 2013  | 2014    | 2015  | 2016  | 2017  |
| ↗3005 | ↘2988 | ↘2940 | ↘2897   | ↘2831 | ↗2925 | ↗2967 |
| 2018  | 2019  | 2020  | 2021    | 2023  |       |       |
| ↘2932 | ↗2968 | ↗3024 | ↘2590   | ↗2637 |       |       |

## Улицы
| - квартал А, - микрорайон Арктика, - микрорайон Аэропорт, - ул. Жевагина, | - ул. Лесная, - ул. Центральная, - ул. Энергетическая. |

## Инфраструктура
Функционируют школа, магазины, больница, дом культуры, бассейн, спортивный зал. 
К северу от посёлка находится местный аэропорт.

## Известные уроженцы
- Орлов, Сергей Сергеевич (род. 1993) — российский стендап-комик.

## В культуре
Действие в автобиографической повести «РЖА» писателя Андрея Юрича происходит в посёлке Депутатский.